# Occidryas mcdunnoughi
Occidryas mcdunnoughi är en fjärilsart som beskrevs av Gunder 1928. Occidryas mcdunnoughi ingår i släktet Occidryas och familjen praktfjärilar. Inga underarter finns listade i Catalogue of Life.